# Saludecio
Saludecio ist eine italienische Gemeinde (comune) mit 3153 Einwohnern (Stand 31. Dezember 2023) in der Provinz Rimini in der Emilia-Romagna. Die Gemeinde liegt etwa 22 Kilometer südsüdöstlich von Rimini. Saludecio gehört zum Valconca.